# Gobiodon brochus
Gobiodon brochus är en fiskart som beskrevs av Edgar von Harold och Winterbottom, 1999. Gobiodon brochus ingår i släktet Gobiodon och familjen smörbultsfiskar. Inga underarter finns listade i Catalogue of Life.